# Vorsehung
Dieser Artikel wurde in der Qualitätssicherung Religion eingetragen. Hilf mit, die inhaltlichen Mängel dieses Artikels zu beseitigen, und beteilige dich an der Diskussion.

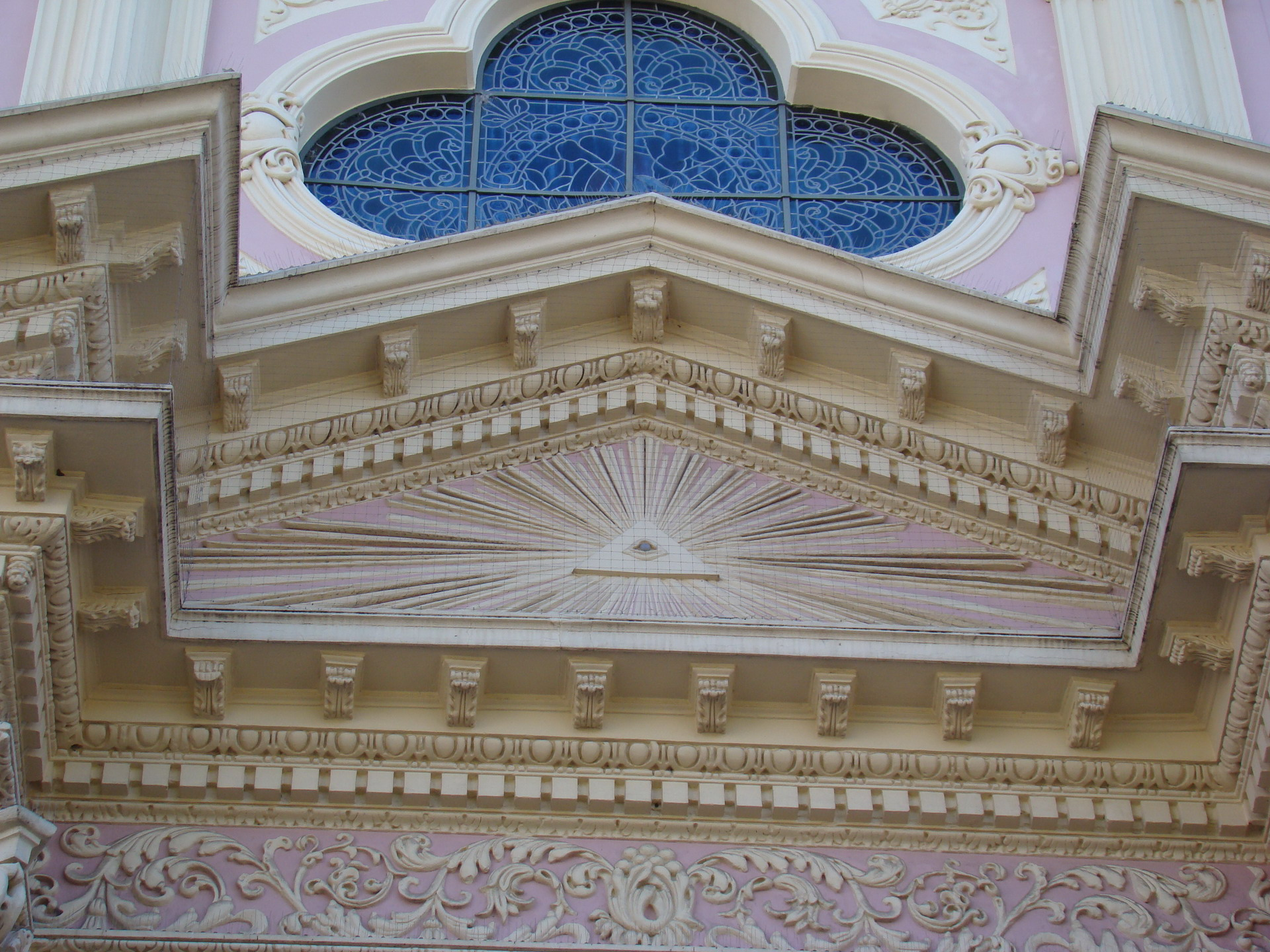
Auge der Vorsehung

Der Begriff Vorsehung bezeichnet allgemein eine höhere Macht, die das Schicksal der Menschen und den Lauf der Weltgeschichte beeinflusst. Die genauen Beschreibungen der Vorsehung sind u. a. aufgrund verschiedener Gottesvorstellungen unterschiedlich und teilweise widersprüchlich.
Der Heidelberger Katechismus (Antwort 27) versteht unter der Vorsehung Gottes:
Die allmächtige und allgegenwärtige Kraft Gottes (Apg 17,25–28 ), durch die er Himmel und Erde samt allen Kreaturen, gleichwie mit seiner Hand, noch immer erhält (Hebr 1,3 ) und so regiert, dass Laub und Gras, Regen und Dürre, fruchtbare und unfruchtbare Jahre, Essen und Trinken (Jer 5,24 ; Apg 14,17 ), Gesundheit und Krankheit (Joh 9,3 ), Reichtum und Armut (Spr 22,2 ), überhaupt alles, nicht aus Zufall, sondern von seiner väterlichen Hand uns zukommt.

## Vorsehung im Christentum

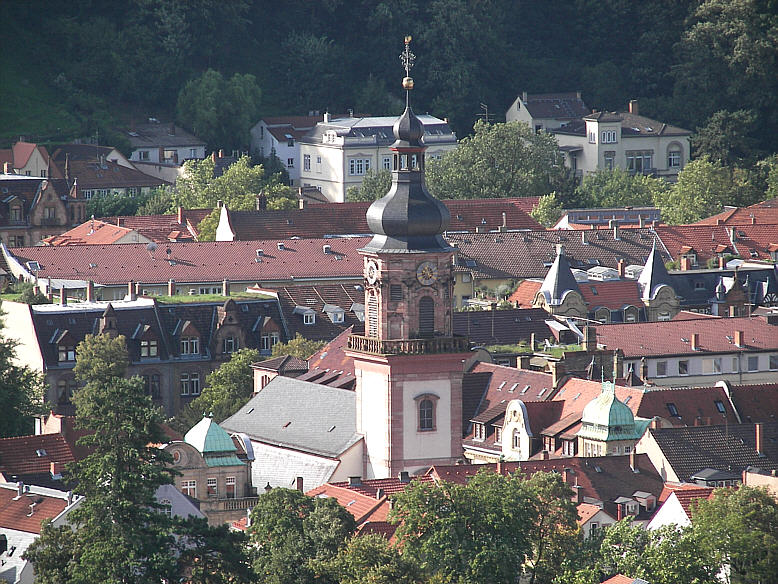
Die Providenzkirche in Heidelberg erinnert an die Providenz Gottes (lat. providentia)

Die Vorsehung (lat. providentia) kommt dem allmächtigen und allwissenden Gott zu, insofern er den Verlauf des Welt- und Heilsgeschehens ordnet und gegebenenfalls schon im Voraus weiß. Dies kann auf verschiedene Weise geschehen: gemäß den Naturgesetzen, durch Wunder, durch zuvorkommende Gnade, durch Mitwirkung mit dem freien Willen vernunftbegabter Geschöpfe oder durch Zulassung der Sünde, auch wenn diese das aktive Mitwirken Gottes ausschließt.

„Es gibt in der Verkündigung Jesu eine Lehre, die das Ganze des Daseins umfaßt und es jeweils auf den einzelnen Menschen ausrichtet: die Botschaft von der Vorsehung. Danach wird, was immer in der Welt ist und vor sich geht, durch die Liebe, Weisheit und Macht des Vaters zum Heil des glaubenden Menschen gelenkt.“

Die augustinische Lehre von der Prädestination oder Vorherbestimmung handelt davon, welche Menschen dafür vorgesehen sind, das ewige Leben zu erreichen. Die Prädestination des Menschen war zu keiner Zeit Teil der römisch-katholischen Glaubenslehre, weil die Vorherbestimmung dem freien Willen des Menschen letztlich widerspricht, während die Vorsehung dem freien Willen des Menschen breiten Raum lässt. Seit der Neuzeit greift vor allem die protestantische Rechtfertigungslehre diese Idee auf.
Im Bezug auf Ereignisse, die man als Übel erlebt, obwohl man sich Gott darin doch unterwirft, ist der geradezu volkstümliche Begriff vom unerforschlichen Ratschluss für die Vorsehung gebräuchlich. Das gilt in diesem Zusammenhang auch für die Zulassung der Sünde, der conditio humana, oder Unglücks- bzw. Todesfälle.

„Nicht daß es dem Menschen in der Zeit wohlergehe, bildet den eigentlichen Sinn der Vorsehung, sondern daß ‚das Reich Gottes‘ komme und »seine Gerechtigkeit« sich erfülle; die neue Schöpfung und der Mensch der Ewigkeit sich vollenden.“

Die Enzyklika Caritas in veritate von Papst Benedikt XVI. verweist mehrmals auf die Vorsehung und schließt mit einer Aufforderung zum Gebet, die auch das „Sich-Anvertrauen an die göttliche Vorsehung“ umfasst.
Die Providenzkirche in Heidelberg wurde ab 1659 erbaut. Da die Kirche auf Initiative von Kurfürst Karl Ludwig entstand, dessen Leitspruch Dominus providebit (lat. der Herr wird sorgen) lautete, erhielt sie den Namen Providenzkirche.

## Säkularer Gebrauch
Die Vokabel gehört oft auch zum Wortschatz und zur Ideenwelt von Diktatoren und Revolutionären, die sich für ein Werkzeug der göttlichen Vorsehung halten. Es gab zum Beispiel Naziführer, die in diesem Zusammenhang vom Schicksal sprachen. Diese Vorstellung des Schicksalsglaubens wurde durch die katholische Kirche lehramtlich verurteilt. Sie lehrt:

„„Alles aber, was er geschaffen hat, schützt und lenkt Gott durch seine Vorsehung, ‚sich kraftvoll von einem Ende zu anderen erstreckend und alles milde ordnend‘ [ Weish 8,1  ]. ‚Alles nämlich ist nackt und bloß vor seinen Augen‘ [ Hebr 4,13  ], auch das, was durch die freie Tat der Geschöpfe geschehen wird.““

## Vorsehung in der antik-römischen Mythologie
In der römischen Mythologie war Providentia die Göttin der Vorsehung, die über dem Kaiser und damit allen Bürgern waltete.

## Vorsehung im Islam
Die göttliche Vorsehung ist einer der sechs Glaubensartikel im Islam.
Das arabische Wort Qadar wird normalerweise mit den Wörtern Schicksal oder Bestimmung übersetzt. Trotzdem hat der Mensch nach Ansicht der Mehrheit der Gelehrten einen freien Willen. Er kann frei wählen, ob er sich für oder gegen ein Leben mit Gott entscheidet. Diese Entscheidung hat jedoch im Jenseits Konsequenzen.
Gott ist nach islamischer Auffassung allmächtig und völlig unabhängig (vgl. Sure 112:2). Damit hat er auch die Möglichkeit, in die Zukunft zu sehen. Er weiß bereits, dass ein Ereignis eintreten wird, bevor es überhaupt passiert, denn als die Schöpfung des Menschen begann, wurden alle zukünftigen Geschehnisse bereits in einem Buch niedergeschrieben. So heißt es im Koran:

„Kein Unglück trifft ein auf der Erde oder bei euch selbst, ohne dass es in einem Buch stünde, bevor Wir es erschaffen.“

Die Existenz eines freien Willens des Menschen ist im Islam seit frühester Zeit stark umstritten. In der Sicht der orthodoxen Gläubigen (Dschabrı̄ya) wird mit der Postulierung eines freien Willens Gottes Allmacht geleugnet. Die Gegenseite (Mu’tazila) argumentiert: würde der Mensch nicht frei über sein Schicksal entscheiden können, hätte ein gerechter Gott keine Möglichkeit, über ihn zu richten. Zwischenpositionen (Aš'arīya) gestehen dem Menschen beschränkte Handlungsfreiheit zu, bestehen aber darauf, dass alles tatsächliche Geschehen von Gott allein bestimmt sei.
Heutige sich als gläubig bezeichnende Muslime rechnen sich eher der der Vorbestimmungs- als der Freier-Willen-Fraktion zu. Ihr Glaube an die Vorherbestimmtheit ihres eigenen Schicksals und an fehlende eigene Einflussmöglichkeiten bestimmt ihre Handlungsweise oft maßgeblich. Gleichzeitig versuchen Dschihadisten und islamische Extremisten durch eigene Entscheidung ihren Einzug ins Paradies aufgrund eines göttlichen Versprechens zu erreichen. Das ist nur vordergründig widersprüchlich, denn natürlich ist auch die persönliche Entscheidung von Gott längst vorherbestimmt.
Nach islamischer Überlieferung muss es Ereignisse gegeben haben, welche von Gott vorherbestimmt waren. Ein Beispiel für ein solches Ereignis ist die Verbannung des Menschen aus dem Paradies. So heißt es bei Muslim:

„Abu Huraira berichtete, dass Gottes Gesandter sagte: Es gab einst einen Streit zwischen Adam und Moses. Moses sagte zu Adam: Du bist unser Vater. Du hast uns Schaden zugefügt und warst der Grund für unsere Verbannung aus dem Paradies. Darauf sagte ihm Adam: Du bist Moses. Gott erwählte dich und schrieb für dich mit Seiner eigenen Hand das Buch (Torah). Trotzdem gibst du mir die Schuld für eine Tat, die Gott bereits 40 Jahre vor meiner Schöpfung bestimmt hat.“

Dies zeigt, dass nach islamischem Glauben wichtige Ereignisse in der Menschheitsgeschichte bereits vorherbestimmt sind. Zusammenfassend soll hier noch von einer Allegorie Alis, dem Sohn des Abu Talib, berichtet werden. Er verglich den menschlichen Lebensweg mit der Reise eines Schiffs. Dieses Schiff fährt von einem Ort zum anderen, der Mensch hat darauf keinen Einfluss. Dies ist die göttliche Vorherbestimmung. Jedoch kann sich der Mensch in dem Schiff frei bewegen, hat somit freien Willen.

## Vorsehung im Nationalsozialismus
Für Adolf Hitler und den von ihm gegründeten und geführten Nationalsozialismus spielte der Bezug auf die sogenannte Vorsehung eine zentrale Rolle, um sowohl seine Taten zu rechtfertigen wie auch überlebte Attentate für sich als Bestätigung durch die Vorsehung zu werten.

## Das Verständnis einer Vorsehung in US-Regierungen
Bereits bei seiner Antrittsrede betonte der US-Präsident George Washington:
"No people can be bound to acknowledge and adore the Invisible Hand which conducts the affairs of men more than those of the United States. Every step by which they have advanced to the character of an independent nation seems to have been distinguished by some token of providential agency..."

"Kein Volk ist verpflichtet, die unsichtbare Hand, die seine Geschicke lenkt, mehr anzuerkennen und zu verehren als die Amerikaner. Jeder Schritt, den es auf dem Weg zu einer unabhängigen Nation gegangen ist, scheint durch ein Zeichen der Vorsehung gekennzeichnet zu sein..."

Dieser Vorstellung neigten seither viele weitere Repräsentanten dieser Regierung zu.